# Hypericum galioides
Hypericum galioides är en johannesörtsväxtart som beskrevs av Jean-Baptiste de Lamarck. Hypericum galioides ingår i släktet johannesörter, och familjen johannesörtsväxter. Inga underarter finns listade i Catalogue of Life.